# Declivocondyloides
Declivocondyloides is een kevergeslacht uit de familie van de boktorren (Cerambycidae). De wetenschappelijke naam van het geslacht werd voor het eerst geldig gepubliceerd in 2001 door Sudre.

## Soorten
Declivocondyloides is monotypisch en omvat slechts de volgende soort:
- Declivocondyloides loebli Sudre, 2001